# Famille de Saint-Gelais de Lusignan
La famille de Saint-Gelais est une famille noble française originaire du Poitou. Elle tire son nom de la paroisse de Saint-Gelais, dans les Deux-Sèvres. Cette famille a formé trois branches principales, dont la dernière s'est éteinte vers la fin du XVIIIe siècle.

## Origine
Les Saint-Gelais prétendaient être issus d’une branche cadette de la maison de Lusignan. Cette filiation fut reconnue par lettres patentes de décembre 1579 données par le roi Henri III, ce qui ne lui confère pas pour autant une quelconque validité historique.

## Personnalités
- Octavien de Saint-Gelais (1468-1502), dit aussi « Lévesque d’Angoulême », évêque et poète français,
- Mellin de Saint-Gelais (1487-1558), neveu du précédent, poète français et bibliothécaire de François Ier,
- Jacquette de Lansac (1490-1532), épouse d'Alexandre de Saint-Gelais et maîtresse de François Ier,
- Louis de Saint-Gelais (1513-1589), gouverneur des futurs rois François II et Charles IX, ambassadeur au Concile de Trente et maire de Bordeaux,
- Gabrielle de Rochechouart (1530-1580), épouse de Louis de Saint-Gelais et dame d'honneur de Catherine de Médicis,
- Urbain de Saint-Gelais (1540-1613), évêque de Comminges,
- Guy de Saint-Gelais de Lansac (1544-1622), maire de Bordeaux,
- Françoise de Souvré (1582-1657), épouse d'Arthus de Saint-Gelais, gouvernante des enfants de France,
- Anne-Armande de Saint-Gelais de Lansac (1637-1709), duchesse de Créquy et première dame d'honneur de Marie-Thérèse d'Autriche.

## Galerie de portraits

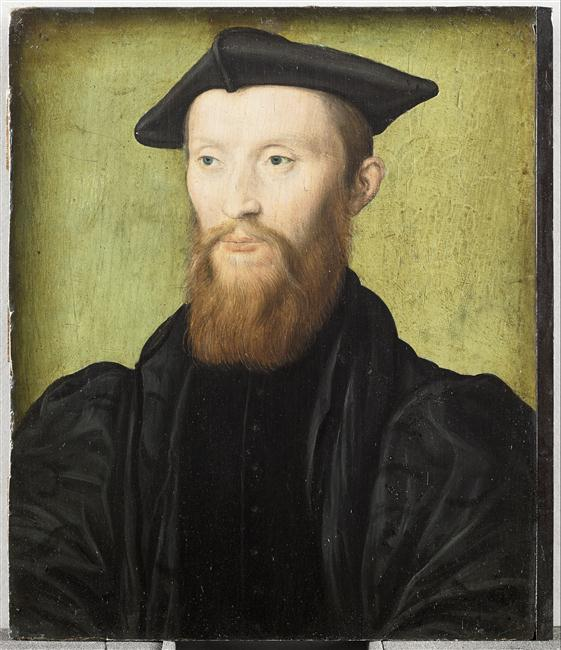
Mellin de Saint-Gelais, par Corneille de Lyon
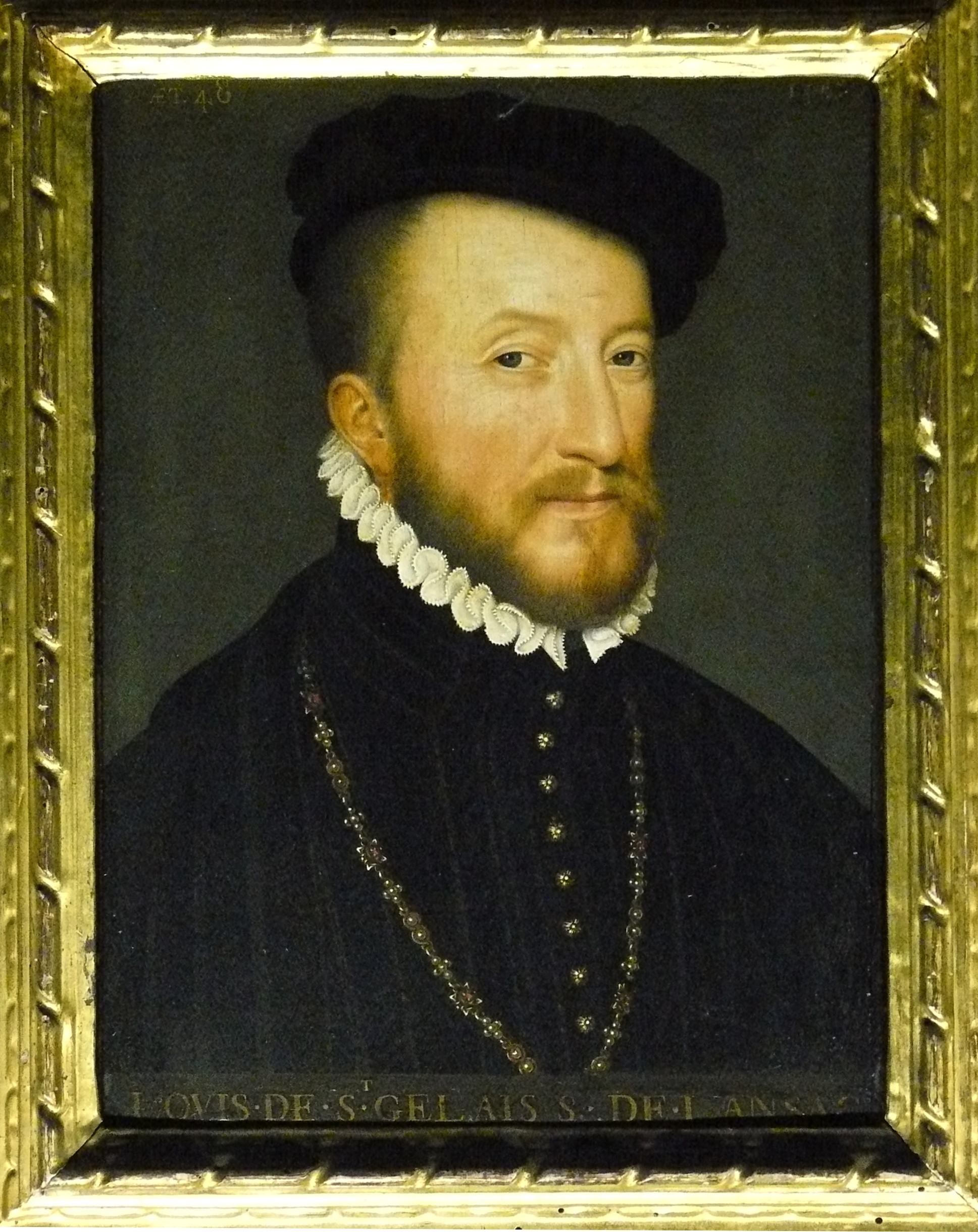
Louis de Saint-Gelais, par François Clouet